# بروتين سكري 2ب/3أ
البروتين السُكَّرِيّ 2ب/3أ في الطب، البروتين السكري 2ب/3أ، أو كما يعرف بـ انتيغرين αIIbβ3، هو عبارة عن مركب انتيغرين، ويوجد على الصفائح الدموية. ويعتبر مستقبل "للفيبرونيجين" ، ومعامل فون ويلبراند" ، ويساعد على تفعيل الصفائح الدموية. 
يتكون المركب عن طريق ارتباط البروتين السكري 2ب، والبروتين السكري 3أ اعتماد على وجود الكالسيوم، وهذه الخطوة مطلوبة في أي تجمع طبيعي للصفائح الدموية، وارتباط الخلايا البطانية.
تفعل الصفائح الدموية عن طريق الادينوسين ثنائي الفوسفات (ADP) ، وتثبط عن طريق الـ كلوبيدوجريل .
تفعيل الصفائح الدموية عن طريق الادينوسين ثنائي الفوسفات، يؤدي إلى التغير في تركيب الجزيء المذكور سابقا في مستقبلات البروتينات السكرية 2ب و 3أ الموجودة على الصفائح الدموية، مما يؤدي إلى تحفيز ارتباط هذه المستقبلات بالفيبرونيجين، وتعتبر المستقبلات البروتينات السكرية 2ب و3أ، هدف لكثير من الادوية مثل: abciximab, eptifibatide, tirofibin..

## تكوين المركب
عند تفعيل الصفائح الدموية، تقوم بإخراج الحبيبات متضمنة الادينوسين ثنائي الفوسفات، والـ TXA2 الموجودة داخل الخلية بعملية الاخراج الخلوي، ثم تقوم المواد التي تم إخراجها بالارتباط على المستقبلات الخاصة الموجودة على سطح الصفائح الدموية، وهذا الارتباط يؤدي إلى العديد من النتائج، مثل : زيادة الكالسيوم الموجود بين الخلايا (فمثلا تفعيل المستقبل Gq ، يؤدي إلى إطلاق ايونات الكالسيوم من الشبكة الاندوبلازمية الموجودة بالصفائح الدموية، والتي تؤدي إلى تفعيل الـ PKC)، ثم إلى زيادة ارتباط الكالسيوم بالبروتين السكري 2ب والبروتين السكري 3أ، مما يؤدي إلى تكوين مركب مستقبلات الغشاء المفعل السكري 2ب و 3أ، التي تستطيع ربط الفيبرونيجين (معامل 1) ، وذلك يؤدي إلى التصاق العديد من الصفائح الدموية معا، وربما بنفس الفيبرونيجين الواحد، مما يؤدي إلى تكوين الخثر، وبالتالي يؤدي إلى عملية انعقاد الصفائح الدموية لتثبيت الخثر، فتقوم الثرومبين (المعامل 2أ) بتحويل الفيبرونيجين السائل إلى لييفيات غير سائلة ثابتة، فهذه الليفات تنعقد أكثر فيما بينها عن طريق المعامل 13 ، لتنتج خثر دم ثابت ومستقر.

## الأمراض
أي ضرر بالبروتين السكري 2ب/3أ، يؤدي إلى مرض يسمى جلازمانز ثرومباسثينيا
بعض الاجسام المضادة للبروتين السكري قد تفرز بشكل تلقائي في مرض يسمى immune thrombocytopenic purpura .

السكر الثماني المتواجد في الجلايكوبروتين.

| السكر                    | نوع                                  | الاختصار |
| ------------------------ | ------------------------------------ | -------- |
| جلوكوز                   | سكر سداسي                            | Glc      |
| جلاكتوز                  | Hexose                               | Gal      |
| مانوز                    | Hexose                               | Man      |
| α-L-Fucose               | سكر منقوص الأكسجين                   | Fuc      |
| N-أسيتيل-جالاكتوزأمين    | سكر أميني                            | GalNAc   |
| إن-أسيتيل غلوكوز أمين    | Aminohexose                          | GlcNAc   |
| N-أستيل حمض النيورأمينيك | Aminononulosonic acid (حمض السياليك) | NeuNAc   |
| زيلوز                    | سكر خماسي                            | Xyl      |

## الطب
بعض المثبطات لهذا البروتين السكري تؤدي إلى تقليل تخثر الدم ، وبالتالي تقليل العرضة للأمراض القلبية.

## مثبطات البروتين السكري 2ب/3أ
في الطب تعد هذه المثبطات صنف من الأدوية المضادة للصفيحات . يوجد العديد من مثبطات البروتين السكري 2ب/3أ:
- ابيكسيماب (ريوبرو)
- ابتيفيباتايد ( انتغريلين)
- تريوفيبان ( أغراستات)
- روكسيفيبان
- أوربوفيبان

## استخدامات مثبطات البروتين السكري 2ب/3أ
تستخدم هذه المثبطات بتكرار في التدخل التاجي عبر الجلد ( الرأب الوعائي مع أو دون تغيير الشبكة داخل التاجي)
تعمل من خلال منع تكدس الصفيحات وتكون الجلطات. و تعمل هذا من خلال تثبيط البروتين السكري 2ب/3أ المسقبل على سطح الصفيحات الدموية.
و قد تستخدم في علاج المتلازمة التاجية الحادة بدون التخدل التاجي عبر الجلد اعتمادا على إخطار انحلال الخثرة في احتشاء عضل القلب (.(TIMI risk
يجب أن تعطى وريديا حيث ترتبط التحضيرات الفموية بزيادة في احتمالية الوفاة ولذلك لا يجب إعطاءه عبر الفم.
في تسمية أخرى للبروتينات السكرية 2ب/3أ تدعى ألفا 2 بيتا 3.
في التاريخ جاء تطوير هذا الصنف من فهم وهن الصفيحات المسوب لجلانتزمان وهي حالة نقص في البروتين السكري 3أ/2ب.:525

## الروابط الخارجيه
- Glycan Recognizing Proteins
- Structure of Glycoprotein and Carbohydrate Chain – Home Page for Learning Environmental Chemistry
- Biochemistry 5thE 11.3. Carbohydrates Can Be Attached to Proteins to Form Glycoproteins
- Carbohydrate Chemistry and Glycobiology: A Web Tour SPECIAL WeB SUPPLEMENT Science 23 March 2001 Vol 291, Issue 5512, Pages 2263–2502
- Glycoproteins في المكتبة الوطنية الأمريكية للطب نظام فهرسة المواضيع الطبية (MeSH).

- Emanual Maverakis؛ وآخرون. "Glycans in the immune system and The Altered Glycan Theory of Autoimmunity" (PDF). {{استشهاد ويب}}: Explicit use of et al. in: |مؤلف= (مساعدة)
- Biological Importance of the glycosylation of a protein